# Византийско-български договор (716)
Византийско-български мирен договор от 716 г. е сключен между България и Византия, вероятно като предварителна подготовка против предстоящото арабско нахлуване във Византия. Подписан е от Кормесий – син на управляващия български хан Тервел и от византийския император Теодосий III. В договора се фиксира границата между България и Византия в Тракия, като районът Загоре остава при българите, и се уреждат някои васални плащания, връщането на бегълци и търговски отношения.
С подписването му настъпва период без военни действия между Византия и България, през който вероятно започва строителството на граничния вал Еркесия.

## Предистория
През 705 г. сваленият византийски император Юстиниан II моли българския хан Тервел за съдействие, за да си върне трона. Българите изпращат 15 000 армия и Юстиниан влиза в Константинопол. Тервел е удостоен с титлата „кесар“, огромно количество злато, сребро и одежди, както и с района Загоре на юг от Стара планина. Въпреки това, когато Юстиниан II стабилизира позицията си в Константинопол, той нахлува в България, за да си върне загубената територия, но е победен в битката при Анхиало (708 г.) и по-късно екзекутиран от политическите си съперници. Военните действия продължават до 716 г., когато е подписан договорът между българи и византийци.

## Условия на договора
Условията на договора от 716 г. са следните:
- Византийската империя признава българските граници, включително и новозавоюваните земи на Загоре. В договора границата между двете държави е посочена като започваща от Милеони в Тракия. Милеони обаче не може да бъде идентифициран в текста, но очевидно стои като географски термин. Според Константин Иречек той  трябва да се идентифицират с един от върховете на Манастирските височини в северното подножие на Сакар.[6] На най-високия връх (590 м) има останки от крепост от типа на византийска гранична застава[7] и най-вероятно е служила за граничен пункт. Границата се определяла с изкоп (Еркесия), известен през Средновековието като „големият окоп“. Започва от лагуните около Мандра на север от руините на Дебелт и минава на запад до река Марица с дължина 131 км.
- Васил Гюзелев приема, че крепостта Милеона/Милеоните е разположена на хълма, висок 285,7 м. до село Сталево наричан от местните „Хасара/Хасаря/Асара“, с площ около 4 декара. Такова предположение за локализацията на укреплението са направили също Иван Дуйчев и Х. Кислинг в своите трудове още през 50-те години на XX век и е прието и от румънския историк Александру Мадгеару. Всички те извеждат името на крепостта от гръцката дума за ябълка - μήλο. В действителност от другата страна на Хасара се намира село Ябълково, което по време на османското владичество е носило идентичното име на турски език Алмали – Elmali/Almali (elma на турски означава ябълка).[8]
- Византийската империя трябва да продължи да плаща годишен данък на България. Годишният данък, договорен през 679 г. между Аспарух и Константин IV и потвърден от Юстиниан II, е препотвърден.[9]
- Двете страни се съгласяват да разменят бежанци, обвинени в заговор срещу законния владетел. Това е наложено от Теодосий III, тъй като властта му не е стабилна и българите в миналото са помагали на бунтовниците да вземат императорската корона.
- Стоките могат да се внасят или изнасят само когато са снабдени с държавен печат. Стоки без документи могат да бъде конфискувани в полза на държавната хазна.[10] Българските търговци получават официален достъп до най-големия европейски пазар в Константинопол.

## Последствия
Договорът е в полза на България, но се оказва жизненоважен и за Византийската империя. Въз основа на това споразумение българите изпращат армия да облекчи Втората арабска обсада на Константинопол и устройват засада на арабска сила близо до града; друга арабска сила, изпратена от халиф Сюлейман, пристига през 717 г. под командването на Убайда ибн Кайс Ал-'Укайли и посреща българите в победна битка, а арабските източници споменават завладяването на град, наречен “Madīnat al-Saqāliba” („Градът на славяните“).
През 719 г. Тервел оттегля подкрепата си за новия претендент за византийския престол Анастасий. Договорът продължава до 756 г., когато българският хан Кормисош иска данък за новопостроените византийски гранични укрепления, но пратеникът му е пренебрегнат. Започва дълъг период на българо-византийски войни, който продължава с прекъсвания повече от половин век. Въпреки първоначалните успехи на Византия през 792, 811 и 813 г. тя претърпява съкрушителни поражения. Година преди битката при Версиникия през 813 г. хан Крум предлага на византийците да възобновят договора от 716 г. Предложението му обаче е отхвърлено поради третата точка от договора за размяна на политически бежанци. Византийците все още имат илюзии, че могат да се намесва в българските вътрешни работи след поредицата слаби и краткотрайни български ханове през втората половина на VIII век. След смъртта на Крум през 815 г. е подписан нов 30-годишен мирен договор между новия хан Омуртаг и Лъв V Арменец.